# Río Blanco (Laguna de Alvarado)
Río Blanco ist ein Fluss im mexikanischen Bundesstaat Veracruz, der zum Flusssystem des Río Papaloapan gehört.

## Verlauf
Der Río Blanco entspringt in den Ausläufern der Gipfel des Gebirges von Acultzingo und vereint sich auf dem weiteren Weg mit Wasserläufen, die aus den Quellen von Barranca Seca und Ojo Zarco hervorgehen. Einen weiteren Wasseranstieg verzeichnet der Río Blanco zunächst durch den Zufluss einer Strömung aus den Quellen von Tecamaluca und später durch einen Wasserlauf, der seinen Ursprung am Fuße eines Hügels bei Nogales hat. Von hier aus fließt der Río Blanco in östlicher Richtung zunächst durch Nogales, dann durch die nach ihm benannte Nachbarstadt Río Blanco und anschließend durch das südliche Orizaba, wo er die Grenze zwischen der ehemaligen Fabrik von Cocolapan auf der einen und den ehemaligen Haziendas von Jalapilla und San Antonio auf der anderen Seite bildet. Bei La Junta vereinigt er sich mit dem Río Orizaba, der die Stadt Orizaba von Norden nach Süden durchquert.
Am Ende seines Weges mündet der Río Blanco in die Laguna Tlalixcoyan, die über die bei Alvarado gelegene Laguna de Alvarado in den Golf von Mexiko abfließt. 